# Crnogorci
Crnogorci (crnogorska ćiril.: Црногорци) su južnoslavenski narod nastanjen uglavnom na području Crne Gore.
Govore crnogorskim  i srpskim jezikom, koji pripadaju skupini južnoslavenskih jezika. Velikom većinom su pravoslavci.

## Podrijetlo
Crnogorci su jedan od najmalobrojnijih slavenskih naroda. Razvili su se putem prožimanja s balkanskim starincima u procesima slavenske asimilacije, zadobivši na taj način svoj prvi etnonim - Dukljani.
U sličnim povijesnim procesima formirani su svi suvremeni narodi Europe, tako i slavenski narodi jugoistočne Europe.
Predci Crnogoraca, najranije krajem 6. st. i najkasnije tijekom 8. stoljeća naselili su područja suvremene Crne Gore da bi sredinom 11. st. osnovali svoju prvu nezavisnu državu Dukljansko kraljevstvo.
Unatoč povremenim okupacijama, Crnogorci su kroz svoje različite državne tvorevine, od Dukljanskoga kraljevstva, preko Zete, Balšića i Crnojevića države u srednjem vijeku, do Kraljevine Crne Gore, te Crne Gore kao federalne jedinice u Jugoslaviji, uspjeli očuvati državnu i etničku jezgru i 2006. konačno obnoviti svoju neovisnost.

## Jezik
Crnogorci govore ijekavskim štokavskim narječjem srednjejužnoslavenskog dijasustava. Od 2007. Ustavom Crne Gore kao službeni je potvrđen crnogorski jezik.

## Vjera
Crnogorci su pravoslavci, uglavnom vjernici Srpske pravoslavne crkve, no od 1993. i obnovljene autokefalne Crnogorska pravoslavna crkva.

## Običaji
Običaji Crnogoraca vezani su primjerice i uz 'krsnu slavu', koja dolazi jednom godišnje, na dan sveca zaštitnika obitelji, bratstva. 'Krsna slava' u Crnogoraca nije se mijenjala, i prelazila je s koljena na koljeno. Kršenje pravila da se mijenja svetac zaštitnik bila su veoma rijetka. Najpoznatiji crnogorski sveci zaštitnici su: Sveti Nikola-Nikoljdan, Aranđelovdan, Jovan(nj)dan, Đurđevdan i Sveta Petka.
Običaji proslavljanja ‘prislavice’ ('poslužbice’) također se javljaju uz nekog sveca, međutim u ovom slučaju to se čini na dan kada se nekome dogodilo nešto jako ružno, ili pak nešto lijepo. Odaje se poštovanje i zahvalnost svecu, a obitelj ili bratstvo pripremi manju svečanost te se pogosti obilnijim ručkom.

## Poznate ličnosti
- Sveti Vladimir, dukljanski vladar i svetac s početka 11. stoljeća;
- Bodin, dukljanski vladar s konca 11. stoljeća;
- Petar I. Petrović Njegoš, crnogorski vladar i svetac, utemeljitelj suvremene crnogorske države;
- Petar II. Petrović Njegoš, crnogorski vladar i vladika, jedan od najvećih pjesnika među Južnim Slavenima;
- Nikola I. Petrović, posljednji crnogorski monarh;
- Jelena Savojska, crnogorska princeza i kraljica Italije;
- Marko Miljanov, crnogorski vojvoda i književnik;
- Milovan Đilas, liberalni disident iz vrha komunističke Jugoslavije;
- Dušan Vukotić, prvi oskarovac u Južnih Slavena, autor animiranog filma Surogat;
- Milo Đukanović, predvodnik pokreta obnavljanja crnogorske neovisnosti 2006.;
- Nikola Radović, nogometaš Hajduka
- Duško Ivanović, košarkaš;
- Dejan Savićević, nogometaš;
- Predrag Mijatović, nogometaš;
- Mirko Vučinić, nogometaš;
- Veljko Bulajić, redatelj

## Simboli
- Grb dukljanskoga arhonta Petra
- Pečat dukljanskog kralja Đorđa
- Grb dinastije Vojislavljevića
- Grb Zete
- Grb Balšića, segment s kacigom i vukom
- Vladarski grb Crnogorskoga kneževstva i kraljevstva‎
- Grb Kraljevine Crne Gore
- Grb Božićne pobune na Spomenici
- Grb Crne Gore

- Crnogorski krstaš-barjaci
- Državna i glavna vojna zastava Kraljevine Crne Gore
- Crnogorske pomorske zastave s konca 19. stoljeća
- Zastava SR Crne Gore i Republike Crne Gore
- Zastava Crne Gore iz 1990-ih
- Zastava Crne Gore, sada

## Vladari
- Bodin, kralj dukljanski
- Ivan Crnojević, gospodar Crne Gore
- Vladika Danilo Petrović
- Vasilije Petrović Njegoš
- Sveti Petar Cetinjski
- Petar II. Petrović Njegoš
- Danilo I. Petrović
- Nikola I. Petrović

## Vanjske poveznice
- Crnogorska narodna nošnja.
- Stanovništvo Grblja  Arhivirana inačica izvorne stranice od 11. veljače 2018. (Wayback Machine)
- Sa Crnogorcima u General Madariagi, Argentina  Arhivirana inačica izvorne stranice od 6. srpnja 2007. (Wayback Machine)
- (srp.) AIM Tirana  Arhivirana inačica izvorne stranice od 18. siječnja 2005. (Wayback Machine) Sokol Shameti: Crnogorska oaza u Albaniji, 4. listopada 2000., pristupljeno 2. listopada 2010.